# 本間昭光
本間 昭光（ほんま あきみつ、1964年12月19日 - ）は、日本のミュージシャン、作曲家、編曲家、音楽プロデューサー。大阪府八尾市出身。株式会社イソラブル（isolablu）代表。別名義にak.hommaがある。

## 人物
アーティストの楽曲提供やアレンジ、プロデュースを中心に活動し、レコーディングやライブの際は主にキーボードの演奏を行う。
初めてシンガーソングライターとの関わりを持ったのは槇原敬之で、槇原のヒット曲「もう恋なんてしない」は当時失恋した本間のために槇原が作った楽曲である。
1990年代には広瀬香美のプロデュースを手掛け、並行して広瀬と共同で様々なアーティストへ楽曲提供を行った。また、初期の浜崎あゆみのサウンドプロデュースを手掛けていた。
ポルノグラフィティでは、1999年のメジャーデビュー時から2011年まで、自身の提供曲、及びメンバーによる作曲を含むほぼ全ての楽曲において「ak.homma」名義で編曲・プロデュースを手掛けていた。また、2006年から2009年までの間に行われたライブではバックバンドに参加し、バンドマスターも務めていた。その後2011年にポルノグラフィティの制作体制が一新され、プロデューサーから退いた現在もメンバーの岡野昭仁や新藤晴一からの相談に乗ったり、若手のアレンジャーに助言したりする形で携わっている。
いきものがかりでは、サウンドプロデュースの他、ほとんどのコンサートやイベント等にキーボーディスト兼バンドマスターとして参加する。また2010年に編曲を手掛けたNHK連続テレビ小説「ゲゲゲの女房」の主題歌「ありがとう」が大ヒットを記録し、彼らの代表曲となった。
歌手の天童よしみは同じ八尾市出身で本間の実家と天童の実家が歩いて行ける近所で小学校と中学校の先輩である。その縁から天童のオファーで2022年11月16日発売の50周年記念オリジナルアルバム『帰郷』をプロデュースした。

## 経歴
※オフィシャルサイトのプロフィール等を参照。
- 4歳よりピアノを始める｡大阪府立八尾高等学校時代にアマチュアバンドでキーボードを担当し、ライブハウスでの演奏や各コンテストでベストキーボード賞の受賞をきっかけに、大阪のヤマハで所属アーティストのバックメンバーとして活動する。
- 1985年に関西学院大学経済学部入学。
- 1988年に松任谷正隆主宰のマイカ音楽研究所に入学、作曲とアレンジを学ぶ。
- 1989年、上京と同時に音楽事務所「ハーフトーンミュージック」に所属。杉本理恵の楽曲アレンジや工藤静香･WINK･原田知世のTVやライブのサポートミュージシャンなど、アイドルを中心にキーボーディストとアレンジャーとして本格的に音楽活動を開始。
- 1991年、槇原敬之のコンサートにキーボーディストとして参加。1998年までライブアレンジとバンドマスターを担当する。
- 1995年、テレビアニメ『スレイヤーズ』シリーズ（1995 - 1997年放送）の劇伴を矢吹俊郎、大平勉とのユニットVinkとして担当。
- 1996年5月、元所属事務所である「有限会社ブルーソファー(bluesofa)」の設立に参加。同年、広瀬香美の楽曲「DEAR...again」「promise」などを広瀬と共に編曲。
- 1999年、別名義ak.hommaとしてポルノグラフィティの作・編曲を担当し、自身初となるトータルプロデュースを行う。
- 2006年、初めてポルノグラフィティのライブをサポートし、翌2007年から2009年の東京ドーム公演まで正式なサポートキーボーディストとして参加した。
- 2009年からいきものがかりの編曲・プロデュースを手掛け、ライブもサポートする。
- 2010年、プロデュースしたいきものがかりの楽曲「ありがとう」がNHK連続テレビ小説『ゲゲゲの女房』の主題歌に起用され、翌2011年の第83回選抜高等学校野球大会の入場行進曲に起用されるなど2010年を代表する楽曲の一つとなった。
- 2011年、『ファイナルファンタジーXIII-2』ワールドワイド版におけるテーマソング「New World」の編曲を担当。
- 2015年、高橋留美子原作のテレビアニメ『境界のRINNE』で、劇中の音楽を担当。
- 2015年11月27日、NHKホールにおいて、自身の生誕50周年を記念したイベント「本間祭2015〜これがホンマに本間の音楽祭〜」を開催[6]。公演には、松任谷正隆、武部聡志、ポルノグラフィティ、いきものがかり、藤井隆などがゲスト出演したほか、槇原敬之、広瀬香美、TEAM NACS、ももいろクローバーZなど、本間がこれまで手掛けたアーティストからも祝いのコメントが寄せられた。
- 2016年、ミュージカル『花より男子』で初めてミュージカル作品の音楽担当を務める[7]。
- 2017年、映画「劇場版ポケットモンスター キミにきめた!」の主題歌「オラシオンのテーマ 〜共に歩こう〜」の作曲及び編曲を担当。
- 2018年、新潟県長岡市で行われた音楽フェス「長岡米百俵フェス」において、島田昌典と共にキュレーターを担当。
- 2020年、元所属事務所のbluesofaとバンダイナムコアーツ（ランティス）の共同設立レーベル「Purple One Star」のレーベルプロデューサーに就任。
- 2020年、10月に28年勤めたbluesofaを離れ、11月より個人事務所 株式会社イソラブル（isolablu）を設立。

- 2023年、12月30日の『日本レコード大賞』にて編曲賞を受賞した。

## プロデュース

### 手掛けたアーティスト（プロデュース・楽曲提供・アレンジ・演奏参加）
- ポルノグラフィティ（「アポロ」、「ヒトリノ夜」、「ミュージック・アワー」、「サウダージ」、「アゲハ蝶」、「ヴォイス」、「Mugen」、「メリッサ」、「愛が呼ぶほうへ」、「シスター」、「ネオメロドラマティック」、「ジョバイロ」、「ハネウマライダー」の作曲等）
- いきものがかり（「ありがとう」・「なくもんか」・「1 2 3 〜恋がはじまる〜」・「歩いていこう」・「地球」・「ラブソングはとまらないよ」の編曲等）
- 広瀬香美（「promise」、「ストロボ」、「DEAR...again」、「真冬の帰り道」、「Groovy!」、「ピアニシモ」、「I Wish」の編曲等）
- 浜崎あゆみ（デビューシングル「poker face」、「A Song for ××」、「『ayu-mi-x』シリーズ」収録曲の編曲・オーケストラアレンジ等）
- 槇原敬之
- 平井堅
- 鈴木雅之
- 降幡愛（「ホホエミノオト」テレビアニメ『アストロノオト』オープニングテーマ（作曲・編曲[8]）等）
- 天月-あまつき-
- ビッケブランカ
- SMAP
- Kinki Kids
- V6
- 関ジャニ∞
- Sexy Zone
- aiko
- ももいろクローバーZ
- 有安杏果
- Little Glee Monster
- TEAM SHACHI
- 家入レオ
- 磯貝サイモン
- 稲垣潤一
- 郷ひろみ
- 松田聖子
- 木村カエラ
- 斉藤和義
- 桜塚やっくん
- 高嶋政宏
- パク・ヨンハ
- 藤井隆
- 藤木直人
- 前田亘輝
- 杏
- 井出綾香
- 大黒摩季
- 華原朋美
- JUJU
- Chay
- 鈴木愛理
- 中川翔子
- 中島美嘉
- 一青窈
- hitomi
- 松下奈緒
- 水樹奈々
- SHOWTA.
- 渡辺美里
- 菊池桃子
- カズン
- シド
- ビアンコネロ
- INSPi
- KIDS
- PaniCrew
- OxT
- 北出菜奈
- 當山奈央
- Buzy
- FLOW
- C&K
- May'n
- AQUA5
- CHARA
- YELL FROM NIPPON
- redballoon
- mihimaruGT
- D-LITE
- アンダーグラフ
- ほたる日和
- flumpool
- THE BAWDIES
- ラックライフ
- め組
- 松室政哉
- マルシィ
- 長瀬実夕
- 風味堂
- 上妻宏光
- 175R
- 樹海
- 雷鼓
- 少年カミカゼ
- HAYABUSA
- P.I.MONSTER
- HI LOCATION MARKETS
- ROCK'A'TRENCH
- 倭 -YAMATO
- やなわらばー
- miwa
- 武藤彩未
- 内田有紀「幸せになりたい」
- 横山だいすけ
- ダイスケ[9]
- 中谷優心
- 柚希礼音
- 宇宙まお
- 神田莉緒香
- 吉岡聖恵
- 芹澤優
- 大橋彩香
- 大倉明日香
- 瀧川ありさ
- 諸星すみれ
- なんキニ！
- MARiA
- Little Black Dress
- Rihwa
- Liyuu[10]
- MaM（あんさんぶるスターズ！）
- ラブライブ！サンシャイン!CYaRon!
- TEAM NACS
- g.e.m.
- 北海道テレビ放送（『水曜どうでしょう』予告編BGM製作、開局50周年ソング『ハイタッチ』プロデュース、HTBスペシャルドラマ『歓喜の歌』『ミエルヒ』『チャンネルはそのまま』）
- TVアニメ『境界のRINNE』（劇中音楽）
- TVアニメ『ヲタクに恋は難しい』（劇中音楽）
- TVアニメ『魔入りました！入間くん』（劇中音楽）
- TVアニメ『暗殺教室』
- 音楽劇『魔都夜曲』（舞台音楽）
- 音楽劇『花より男子 The Musical』（舞台音楽）
- キョエ（『チコちゃんに叱られる！』）
- swing,sing

## 出演

### TV番組
- ウエンズデー J-POP（NHK衛星第2テレビジョン、2006年 - 2011年）亀田誠治や寺岡呼人とともに「音先案内人」として不定期に出演していた。
- Sing! Sing! Sing!（TBS系列、2014年 - 2015年）審査員として出演。
- 関ジャム 完全燃SHOW（テレビ朝日系列、2016年 - 現在）不定期出演。
- スカパー!音楽祭（BSスカパー!、2017年 - 現在）音楽監督を担当。
- メロディーは時をこえて～歌いつぐ筒美京平の世界～（2021年3月28日、NHK BSプレミアム）[11]